# 2007 en arts plastiques
| Années des arts plastiques : 2004 - 2005 - 2006 - 2007 - 2008 - 2009 - 2010    |
| Décennies des arts plastiques : 1970 - 1980 - 1990 - 2000 - 2010 - 2020 - 2030 |

Cette page concerne l'année 2007 en arts plastiques.

## Œuvres
- Vitrail de Richter dans la cathédrale de Cologne.

## Événements
- Création du prix Umoja pour l'artiste tanzanien contemporain qui récompense les artistes contemporains tanzaniens de moins de 40 ans.

## Décès
- 8 janvier : Pierre Fichet, peintre français (° 10 août 1927),
- 12 janvier : Arnold Stékoffer, peintre et sculpteur suisse (° 25 janvier 1938),
- 17 janvier : Joan Vilacasas, peintre, graveur, céramiste et écrivain catalan (° 3 juin 1920),
- 22 janvier : Serge Essaian, peintre, sculpteur et scénographe français d'origine russe (° 9 juin 1939),
- 29 janvier : Michel Bouillot, peintre, dessinateur, sculpteur et écrivain français (° 25 mars 1929),
- 3 février : Lucienne Lazon, peintre, graveuse et joaillière française (° 24 novembre 1910),
- 14 février : Pierre François, peintre français (° 26 septembre 1935),
- 17 février : Pierre Gessier, peintre et céramiste français (° 19 décembre 1931),
- 5 mars :  Jean Jégoudez, peintre français (° 4 juillet 1915),
- 9 mars : France Hamelin, résistante, militante communiste, enseignante et peintre française (° 14 juillet 1918),
- 15 mars : Ion Nicodim, plasticien et peintre roumain (° 26 mars 1932),
- 16 mars : Jean Le Moal, peintre français (° 30 octobre 1909),
- 18 mars : Trude Sojka, peintre et sculptrice tchécoslovaque puis tchèque et équatorienne (° 9 décembre 1909),
- 23 mars : Frédéric Menguy, peintre et lithographe français (° 28 janvier 1927),
- 8 avril : Sol LeWitt, artiste minimaliste et conceptuel américain (° 9 septembre 1928),
- 16 avril : Léon Gambier, peintre de la Marine français (° 25 novembre 1917),
- 17 avril : Frédéric Benrath, peintre français (° 1930),
- 26 avril : Marcel Cramoysan, peintre français de l'École de Rouen (° 1er janvier 1915),
- 8 mai : Néjib Belkhodja, peintre tunisien (° 25 novembre 1933),
- 19 mai : Jean-Claude Latil, peintre et graveur français (° 28 février 1932),
- 25 mai : Ferruccio Bortoluzzi, peintre et sculpteur italien (° 6 décembre 1920),
- 2 juin : Émile Mangiapan, peintre français  (° 4 mai 1925),
- 8 juin : Daniel Louradour, peintre, illustrateur, décorateur et lithographe français (° 25 juillet 1930),
- 22 juin : 
  - Bernd Becher, photographe allemand (° 20 août 1931),
  - Paul Philibert-Charrin, peintre, caricutariste, décorateur, dessinateur et sculpteur français (° 14 avril 1920),
- 23 juillet : Marianne Clouzot, illustratrice et peintre française (° 6 août 1908),
- 28 juillet : Isidore Isou, poète, peintre, cinéaste et économiste français (° 29 janvier 1925),
- 11 août : Maurice Boitel, peintre français de l'École de Paris (° 31 juillet 1919),
- 18 août : Pierre Roulot, peintre et céramiste français (° 19 octobre 1917),
- 21 août : Seydou Barry, peintre sénégalais (° 1943),
- 24 août : Sarah Grilo, peintre argentine (° vers 1919),
- 13 octobre : Heinz Leuzinger, guide de haute montagne et peintre suisse (° 25 mars 1940),
- 19 octobre : Jan Wolkers, écrivain et artiste néerlandais (° 26 octobre 1925),
- 25 octobre : Beohar Rammanohar Sinha, peintre indien (° 15 juin 1929),
- 30 octobre : Jürg Kreienbühl, peintre et graveur suisse et français (° 12 août 1932),
- 2 novembre : Guy Seradour, peintre français (° 8 octobre 1922),
- 9 novembre : Pierre Lemaire, peintre français (° 24 août 1920),
- 12 novembre : Pierre Novat, peintre panoramiste français (° 30 août 1928),
- 13 novembre : Hélène Petter, peintre franco-suisse (° 1er janvier 1912),
- 25 novembre : Jean-Pierre Hamonet, peintre français (° 18 juillet 1932),
- 8 décembre : Paul Guiramand, peintre et graveur français (° 1er février 1926),
- 9 décembre : Claudio Baccalà, peintre suisse (° 4 septembre 1923),
- 12 décembre : Françoise Landowski-Caillet, pianiste et peintre française (° 3 mars 1917),
- 13 décembre : Henri Autran, peintre français (° 23 octobre 1926),
- 31 décembre : Claude Le Baube, peintre et illustrateur français (° 29 avril 1919).